# Aljaksandr Sjaljawa
Aljaksandr Henadsewitsch Sjaljawa (belarussisch Аляксандр Генадзевіч Сялява; * 17. Mai 1992 in Bjalynitschy) ist ein belarussischer Fußballspieler.

## Karriere

### Verein
Sjaljawa begann seine Karriere bei BATE Baryssau. Im Oktober 2008 kam er im Cup gegen den FK Minsk zu seinem ersten und einzigen Einsatz für die Profis von BATE. Zur Saison 2010 wechselte er zum Zweitligisten Kletschask Klezk. Zur Saison 2012 wechselte er zum Erstligisten FK Tarpeda-BelAS Schodsina. Dort debütierte er im April 2012 gegen den FK Minsk in der Wyschejschaja Liha. In seiner ersten Spielzeit in der höchsten belarussischen Spielklasse kam er zu sechs Einsätzen. In der Spielzeit 2013 absolvierte er 29 Partien, in denen er drei Tore machte. In der Saison 2014 kam er zu 16 Erstligaeinsätzen. In der Saison 2015 absolvierte er 22 Partien.
Zur Saison 2016 wechselte Sjaljawa innerhalb der Liga zum FK Schachzjor Salihorsk. In fünf Saisonen in Salihorsk absolvierte der Defensivspieler insgesamt 113 Partien in der Wyschejscha Liha, 2020 wurde er mit Schachzjor Meister. Nach dem Titelgewinn verließ er den Klub zur Saison 2021 und schloss sich dem Ligakonkurrenten FK Dinamo Minsk an. Für Dinamo kam er zu 27 Einsätzen.
Im Januar 2022 wechselte Sjaljawa nach Russland zum FK Rostow. Bis zum Ende der Saison 2021/22 absolvierte er sieben Partien in der Premjer-Liga. In der Saison 2022/23 kam er zu zwölf Einsätzen. Im Juli 2023 kehrte er wieder zu Dinamo Minsk zurück.

### Nationalmannschaft
Sjaljawa spielte 2011 für die belarussische U-19-Auswahl. Zwischen 2012 und 2014 kam er zu sechs Einsätzen im U-21-Team. Im September 2020 debütierte er für die A-Nationalmannschaft, als er in der UEFA Nations League gegen Albanien in der Startelf stand.